# Emiratet Granada
Emiratet Granada, også kendt som Nasrid-kongeriget Granada, var et emirat beliggende på den iberiske halvø. Det blev regeret af Nasrid-dynastiet og blev grundlagt i 1230 af Muhammad I af Granada. I 1492 blev det erobret af Kongeriget Castilien.

## Historie
Fra 1236 begyndte Granada at betale tribut til kongerne af Kongeriget Castilien for at sikre gode relationer og undgå angreb. Betalingerne bestod hovedsageligt af guld fra nutidens Mali og Burkina Faso, som blev transporteret via handelsruter gennem Sahara. Derudover ydede Granada militær støtte til Castilien i dette riges erobringer af muslimsk kontrollerede områder på den iberiske halvø.
I 1305 erobrede Granada byen Ceuta, men mistede kontrollen til Kongeriget Fez i 1309 med hjælp fra Aragoniens krone. Byen blev genvundet af Granada i 1310, men gik igen tabt i 1314. Lignende mønstre gentog sig, og kontrollen over Ceuta skiftede flere gange frem til 1386, hvor byen endeligt faldt til Fez.
Granada havde dog ikke altid fred med Kongeriget Castilien. I 1330 blev der udkæmpet en krig, som Granada tabte, og de måtte afstå landområder. I 1340 støttede kong Yusuf I af Granada en invasion af Almohadekalifatet, som både Granada og deres allierede tabte til Portugal og Castilien.
Under Reconquistaen blev byen Granada i 1450 den mest befolkede by i hele Europa, da mange muslimer flygtede fra områder, der var blevet erobret af de kristne kongeriger. I disse områder blev de enten forfulgt eller udvist.
I 1491 blev Granada belejret af Isabella 1. af Kastilien og Ferdinand 2. af Aragonien. Belejringen sluttede den 2. januar 1492 med underskrivelsen af Granada-traktaten, hvor Muhammad XII af Granada overgav kontrollen over emiratet til de kristne konger. Efter Granadas fald flygtede op mod 200.000 muslimer fra den iberiske halvø til Nordafrika. Muhammad XII bosatte sig senere i Marokko.

## Granadas hær og flåde
Granadas hær bestod primært af to grupper: lejesoldater og adelsfolk. Adelen var opdelt i to grupper – de lokale, som stammede fra Granada, og flygtninge fra områder, der var blevet erobret af de kristne. De lokale adelige havde ofte bedre forhold end flygtningene. Lejesoldaterne, kendt som Muttavia, kom fra alle sociale klasser, og der var også frivillige fra Marokko.
Granada havde også en særlig enhed bestående af kristne, ofte fra Kongeriget Castilien. Disse kristne var enten flygtet, blevet bortvist eller taget som fanger. Denne praksis var blevet anvendt siden det 11. århundrede af både Umayyade-kalifatet og taifa-kongerne.
Granada havde en flåde, der var stationeret i havnen ved Almería. Flåden blev blandt andet brugt til at plyndre kystområder i Aragoniens krone.

## Emirer af Granada
| År        | Emir                         |
| --------- | ---------------------------- |
| 1238–1272 | Muhammed I ibn Nasr          |
| 1273–1302 | Muhammed II al-Faqih         |
| 1302–1309 | Muhammed III                 |
| 1309–1314 | Nasr                         |
| 1314–1325 | Ismail I                     |
| 1325–1333 | Muhammed IV                  |
| 1333–1354 | Yusuf I                      |
| 1354–1359 | Muhammed V                   |
| 1359–1360 | Ismail II                    |
| 1360–1362 | Muhammed VI                  |
| 1362–1391 | Muhammed V                   |
| 1391–1392 | Yusuf II                     |
| 1392–1408 | Muhammed VII                 |
| 1408–1417 | Yusuf III                    |
| 1417–1419 | Muhammed VIII                |
| 1419–1427 | Muhammed IX                  |
| 1427–1429 | Muhammed VIII                |
| 1430–1431 | Muhammed IX                  |
| 1432-1432 | Yusuf IV                     |
| 1432–1445 | Muhammed IX                  |
| 1445–1446 | Yusuf V                      |
| 1446–1448 | Muhammed X                   |
| 1448–1453 | Muhammed IX                  |
| 1453–1454 | Muhammed XI                  |
| 1454–1461 | Sa'ad                        |
| 1462–1463 | Yusuf V                      |
| 1464–1482 | Ali Abu l-Hasan              |
| 1482–1483 | Muhammed XII Abu ‘Abd Allah  |
| 1483–1485 | Ali Abu l-Hasan              |
| 1485–1486 | Muhammed XIII Abū ‘Abd Allāh |
| 1486–1492 | Muhammed XII Abu ‘Abd Allah  |